# Niki Tuuli
Niki Rikhard Tuuli (Imatra, 26 oktober 1995) is een Fins motorcoureur.

## Carrière
Tuuli maakte in 2013 zijn internationale debuut in de motorsport als deelnemer aan het European Superstock 600 Championship. Hij reed op een Yamaha voor zijn eigen team Niki Tuuli Racing. Met een vierde plaats op het Autodromo Nazionale Monza als beste klassering eindigde hij op de veertiende plaats in het kampioenschap met 36 punten. In 2014 stapte hij binnen het kampioenschap over naar het team Kallio Racing en rijdt opnieuw op een Yamaha. Hij behaalde zijn eerste overwinning op het TT-Circuit Assen en stond in twee andere races op het podium, waardoor hij met 74 punten vierde werd in de eindstand. In 2015 bleef hij voor Kallio op een Yamaha rijden, maar kende een moeilijker seizoen waarin hij enkel op Assen en het Misano World Circuit Marco Simoncelli podiumplaatsen behaalde. Met 78 punten zakte hij naar de vijfde plaats in het klassement. Dat jaar debuteerde hij in het wereldkampioenschap Supersport als wildcardcoureur bij Kallio op een Yamaha tijdens de race op Donington Park en eindigde hierin als negende.
In 2016 reed Tuuli aan het eind van het seizoen drie races in het wereldkampioenschap Supersport bij Kallio op een Yamaha als wildcardcoureur. In alle races, gehouden op de Lausitzring, het Circuit Magny-Cours en het Circuito Permanente de Jerez, behaalde hij de tweede plaats en reed hij de snelste ronde. Hierdoor werd hij tiende in de eindstand met 60 punten. In 2017 reed hij een volledig seizoen in deze klasse, opnieuw bij Kallio op een Yamaha. In de race op Magny-Cours behaalde hij zijn eerste pole position in het kampioenschap, die hij een dag later omzette in zijn eerste overwinning. Met 82 punten werd hij zevende in het klassement.
In 2018 begon Tuuli het seizoen in het WK Supersport, waarin hij was overgestapt naar een Honda bij het team CIA Landlord Insurance Honda. Twee zevende plaatsen op Assen en het Autodromo Enzo e Dino Ferrari waren zijn beste resultaten. Na vijf races stapte hij over naar de Moto2-klasse van het wereldkampioenschap wegrace, waarin hij dat jaar vanaf de vijfde Grand Prix in Frankrijk bij het SIC Racing Team op een Kalex de gestopte Zulfahmi Khairuddin verving. Hij moest echter zowel de TT van Assen en de Grand Prix van Duitsland missen vanwege een blessure aan zijn vinger, die hij opliep tijdens de kwalificatie in Assen. Enkel in de race in Thailand behaalde hij een punt met een vijftiende plaats in de race, waardoor hij op plaats 32 in het kampioenschap eindigde.
In 2019 stapte Tuuli binnen het WK wegrace over naar de nieuwe MotoE-klasse voor elektrische motorfietsen. Tijdens de eerste race van dit kampioenschap, gehouden in Duitsland, behaalde hij zowel de eerste pole position als de eerste overwinning in de klasse.